# Balūjeh
Balūjeh (persiska: بَلوچِه, بلوجه, Balūcheh) är en ort i Iran.   Den ligger i provinsen Kurdistan, i den nordvästra delen av landet, 400 km väster om huvudstaden Teheran. Balūjeh ligger 1 889 meter över havet och antalet invånare är 176.
Terrängen runt Balūjeh är kuperad. Runt Balūjeh är det ganska tätbefolkat, med 185 invånare per kvadratkilometer. Närmaste större samhälle är Kāmyārān, 10,3 km sydväst om Balūjeh. Trakten runt Balūjeh består i huvudsak av gräsmarker.